# Hakan Peker

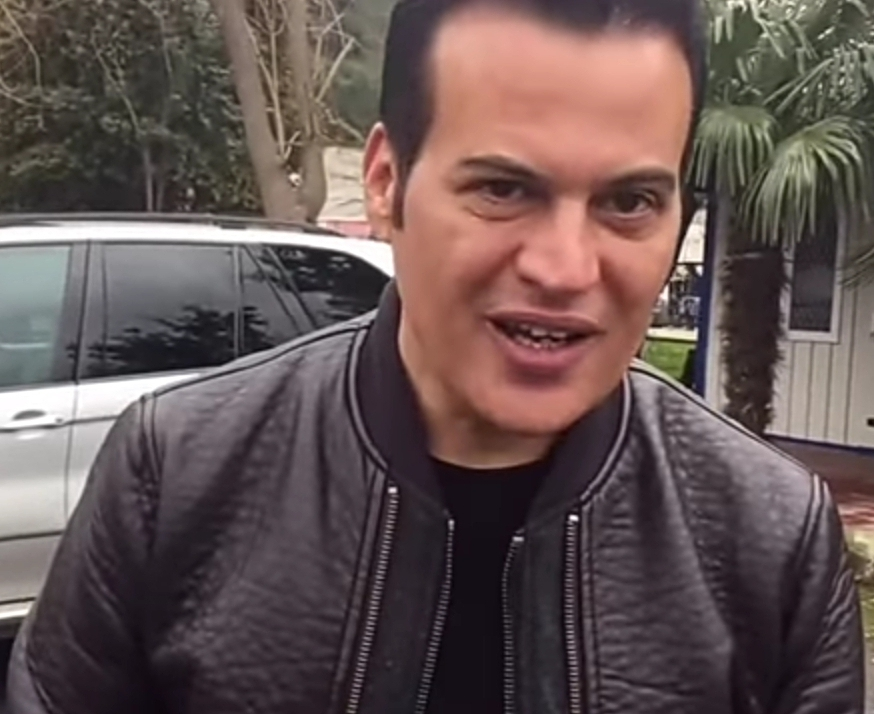
Hakan Peker, 2016

Hakan Peker (* 5. Februar 1961 in Istanbul) ist ein türkischer Popmusiker.

## Karriere
1981 erlangte Peker durch den Sieg bei einem landesweiten Tanzwettbewerb Aufmerksamkeit und wirkte danach bei mehreren Unterhaltungsprogrammen der TRT mit. Später konzentrierte er sich auf die Musik und veröffentlichte im Jahr 1989 sein erstes Album mit dem Titel Bir Efsane (zu Deutsch: Eine Legende).
Der Durchbruch gelang ihm endgültig 1991 mit dem Titel Hey Corç. Der im Jahr 2000 veröffentlichte Song Karam wurde ebenfalls ein Hit.

## Diskografie

### Alben
- 1989: Bir Efsane
- 1990: Camdan Cama
- 1990: Düş ve Fantezi
- 1991: Hey Corç (Seni Unutmalı)
- 1993: Amma Velakin
- 1995: Hakan Peker
- 1997: Salına Salına
- 2000: İlla ki
- 2001: Canım İstedi
- 2003: Aşk Bana Lazım
- 2004: Yak Beni
- 2006: Gece Gözlüm
- 2011: Karamela
- 2019: Asil

### Kompilationen
- 1998: Dünden Bugüne Hakan Peker
- 2016: Efsane Şarkılar

### Singles
| - 1989: Bir Efsane - 1990: Vay Canına - 1990: Daha Neleri Var - 1991: Camdan Cama - 1991: Hey Corç - 1991: Seni Unutmalı - 1991: Barmen Minik - 1991: Hüzünler Kaldı Bende (Cameoauftritt von Demet Akalın) - 1991: Kolay Mı Unutmak - 1991: Hep Sen Varsın - 1993: Amma Velakin - 1993: Köylü Güzeli - 1993: Vazgeçen Ben Değildim - 1993: Karanlığa Bir Kibrit Çak - 1993: Sen Yok Desen De - 1994: Kritik - 1994: Yağma Yok - 1994: Yapma - 1995: Ateşini Yolla Bana - 1995: Uçuk Kaçık - 1995: Aşkımız Göze Mi Geldi? - 1995: Yalan Değil - 1995: Günahlar - 1997: Salına Salına - 1997: Aldırma Sen Bana - 1997: Değerini Bir Ben Bilirim | - 2000: Karam (Original: Vaios Margaritis – Pame Gia Thessaloniki) - 2000: İlla Ki - 2000: Beni Aldatma - 2000: Unutmadım Seni - 2001: Veda Busesi - 2001: Kıskanırım Seni Ben - 2001: Artık Sevmeyeceğim - 2003: Alev Alev - 2003: Aşk Bana Lazım - 2003: Kelimeler Yetmez - 2004: Gün Oldu - 2004: Taş Gibi - 2004: Yak Beni - 2004: Gün (von Zeynep Önkaya – Hintergrundstimme) - 2005: Felsefe - 2005: Affetmedim Kendimi - 2006: Gece Gözlüm - 2011: Karamela - 2014: Mütemadiyen - 2016: Ateşini Yolla Bana (mit Feyyaz Kuruş & Tepki) - 2017: Bir Yuva Kuramadık - 2018: Unutuluyor Mu Aşklar? - 2018: İki Göz Oda - 2019: Mesaj At - 2020: Beklerim Ölümüne - 2022: Asil |

Quelle:

## Auszeichnungen
- 2001: Kral Türkiye Müzik Award in der Kategorie Bester Pop-Musiker